# Tariq Lamptey
Tariq Kwame Nii-Lante Lamptey (sinh ngày 30 tháng 9 năm 2000) là cầu thủ bóng đá người Ghana thi đấu ở vị trí hậu vệ cánh phải cho câu lạc bộ Brighton & Hove Albion tại Premier League và Đội tuyển bóng đá quốc gia Ghana.
Lamptey trưởng thành từ học viện đào tạo trẻ của Chelsea và gia nhập Brighton vào tháng 1 năm 2020. Anh cũng từng thi đấu cho các đội tuyển trẻ của Anh trước khi quyết định chọn đội tuyển Ghana và đã tham dự World Cup 2022.

## Sự nghiệp câu lạc bộ

### Chelsea
Lamptey sinh ra tại vùng ngoại ô Hillingdon của London. Trước khi đến học viện đào tạo trẻ của Chelsea năm 7 tuổi, Lamptey từng là thành viên đội bóng địa phương Larkspur Rovers.
Ngày 29 tháng 12 năm 2019, Lamptey có trận đấu chuyên nghiệp đầu tiên và cũng là lần đầu tiên ra sân tại Premier League trong trận đấu với Arsenal. Vào sân ở phút 59 thay cho Fikayo Tomori, anh đã cùng các đồng đội lội ngược dòng thắng Arsenal 2–1 với cá nhân anh suýt có được một đường chuyền thành bàn. Lamptey chỉ có thêm hai trận nữa cho Chelsea và đều tại đấu trường Cúp FA gặp Nottingham Forest tại sân nhà và Hull City trên sân khách trước khi rời Chelsea khi anh chỉ còn 6 tháng hợp đồng với đội bóng này.

### Brighton & Hove Albion
Ngày 31 tháng 1 năm 2020, ngày cuối của kỳ chuyển nhượng mùa đông, Lamptey chính thức trở thành cầu thủ của Brighton & Hove Albion theo bản hợp đồng có thời hạn 3 năm rưỡi với phí chuyển nhượng khoảng 4 triệu £. Anh có thêm 8 trận ra sân cho Brighton trong mùa giải 2019-20.
Lamptey mở đầu mùa giải 2020–21 với trận đấu gặp lại đội bóng cũ Chelsea và anh là người đã có đường chuyền để Leandro Trossard ghi bàn gỡ hòa 1-1 trong thất bại chung cuộc 1-3 của Brighton. Một tuần sau đó, anh đem về quả phạt đền ngay ở phút thứ 4 của trận đấu với Newcastle United giúp Brighton đánh bại đội bóng này 3-0. Ngày 1 tháng 11 năm 2020, anh có bàn thắng đầu tiên cho Brighton trong trận thua Tottenham Hotspur 2-1 tại Premier League với một cú sút chéo góc.
Ngày 17 tháng 1 năm 2021, Lamptey ký hợp đồng mới có có thời hạn 3 năm rưỡi với Brighton. Vào ngày 12 tháng 3, huấn luyện viên Graham Potter thông báo Lamptey sẽ phải bỏ lỡ phần còn lại của mùa giải do chấn thương gặp phải trong trận hòa 0–0 trên sân khách với Fulham vào tháng 12. Anh chính thức trở lại sau 9 tháng nghỉ thi đấu trong trận thắng 2–0 trước Swansea City tại Cúp EFL 2021–22.
Ngày 9 tháng 11 năm 2022, Lamptey ghi bàn trong chiến thắng 3-1 trước Arsenal tại vòng ba Cúp EFL 2022–23. Anh lại một lần nữa phải bỏ lỡ phần còn lại mùa giải khi dính chấn thương trong trận đấu với West Ham vào ngày 4 tháng 3 năm 2023.
Ngày 31 tháng 10 năm 2024, Lamptey có pha lập công ở phút 90 nhưng không đủ để giúp Brighton đi tiếp tại Cúp EFL 2024–25 với thất bại 2-3 trước Liverpool.

## Sự nghiệp đội tuyển quốc gia
Lamptey từng là thành viên của các đội trẻ Anh từ cấp độ U-18 đến U-20. Ngày 8 tháng 9 năm 2020, Lamptey có trận đấu đầu tiên cho Đội tuyển bóng đá U-21 quốc gia Anh trong chiến thắng 2-1 trước U-21 Áo sau khi được Liên đoàn bóng đá Ghana tiếp cận thuyết phục anh chuyển sang thi đấu cho đội tuyển nước này. Sau 18 tháng không thi đấu cho đội U-21 Anh vì chấn thương, tháng 3 năm 2022, Lamptey lại được triệu tập tham dự vòng loại Giải vô địch bóng đá U-21 Châu Âu 2023. Tuy nhiên đến tháng 5 năm 2022, Lamptey xin phép huấn luyện viên Lee Carsley rút khỏi đội U-21 Anh vì anh đang cân nhắc cơ hội sẽ chuyển sang thi đấu cho đội tuyển Ghana.
Tháng 9 năm 2022, Lamptey được huấn luyện viên Otto Addo triệu tập vào đội tuyển Ghana lần đầu tiên để chuẩn bị cho hai trận đấu giao hữu với Brasil và Nicaragua. Ngày 23 tháng 9 năm 2022, anh chính thức có trận đấu ra mắt đội tuyển Ghana trong trận thua Brasil 3-0.
Tháng 11 năm 2022, Lamptey chính thức có tên trong danh sách 26 tuyển thủ Ghana được chọn tham dự World Cup 2022 tại Qatar. Anh vào sân từ băng ghế dự bị trong trận mở màn giải đấu của Ghana thua Bồ Đào Nha 3-2 và sau đó ra sân ngày từ đầu trong trận thắng Hàn Quốc 3-2. Ghana sau đó bị loại ở vị trí chót bảng.